# 박찬홍
박찬홍(朴贊洪, 1959년 9월 27일 ~ )은 KBS 드라마본부의 프로듀서이다.

## 학력
- 동국대학교 사범대학 부속고등학교
- 성균관대학교 경영학과 학사

## 경력
- KBS 드라마본부 PD
- KBS 드라마운영팀 CP (차장급)
- KBS 드라마본부 편성기획팀장 (부장급)

## 연출 작품
- 2005년 KBS 2TV 《부활》
- 2007년 KBS 2TV 《마왕》
- 2013년 KBS 2TV 《상어》

1. ↑  일찍이 아버지가 돌아가셔서 2001년 경에 수양딸로받아주었다.
2. ↑  “image hosted at ImgBB”. 2024년 3월 21일에 확인함.